# Grand Conseil (Menton et Roquebrune)
Pour les articles homonymes, voir Grand Conseil.
Le Grand Conseil est le parlement monocaméral des villes libres de Menton et Roquebrune, une entité étatique semi-indépendante ayant existé de 1848 à 1861.

## Fonctionnement
Le fonctionnement de cette assemblée délibérante est défini par les articles XI à XXII du statut fondamental de Menton et Roquebrune. Il « est composé de soixante-dix députés, élus conformément à la loi électorale en vigueur » pour une durée de trois ans. Le président, les deux vice-présidents et les deux secrétaires sont réélus à chaque législature. À noter que les étrangers ne sont pas éligibles au Grand Conseil.
Incarnant la « puissance législative » des Villes libres, « toute loi doit être discutée et votée librement », puis sanctionnée par le président du Gouvernement (ou par l'un des commissaires, à défaut). Ses séances, qui sont censées se tenir tous les premiers et troisièmes dimanches du mois (exception faite d'une convocation exceptionnelle par son président), sont publiques, « mais la demande de cinq membres suffit pour qu'il se forme en comité secret ».

## Histoire
Le Grand Conseil remplace le 24 avril 1848 la Commission de gouvernement qui a été instituée dans les villes libres de Menton et Roquebrune. À la suite des « élections rendues publiques par des affiches en conformité des délibérations des 17 et 18 avril », les 70 premiers députés sont nommés par arrêté de la Commission de Menton « de concert avec celle de Roquebrune ». La dénomination de Grand Conseil est empruntée à celui de Saint-Marin qui compte à peu près le même nombre de députés. Malgré son nom, l'assemblée n'est composée que d'un faible nombre de députés par rapport aux diverses assemblées instaurées dans les républiques du Printemps des peuples : et pour cause, la population de cette formation étatique ne dépasse pas les 6 000 habitants,.
D'après J.C. Gonnet de la lieutenance des Armes de Monaco, dans le cadre de la demande de rattachement au royaume de Sardaigne, le président du Gouvernement des Villes libres aurait présenté le 22 juin une adresse comptant 157 signatures au Grand Conseil : les cris « Vive Charles-Albert » auraient retenti dans les salons avant la fin de la lecture. Les commissaires du Gouvernement auraient préparé à l'avance la délibération ainsi que les listes de votation, se soustrayant aux procédures, bien que l'approbation est unanime.

## Liste des députés

### Irelégislature
- Représentants de Menton :

1. Charles Trenca
2. Auguste Massa
3. Jean-Baptiste Bottini
4. Désiré Faraldo
5. Joseph Monléon
6. Charles Monléon
7. Joseph Franciosy
8. Charles Faraldo (avocat)
9. Maurice Marenco
10. Pierre Rostagni
11. Antoine Martini
12. Ruffin Massa
13. Vincent Carles (curé)
14. Charles Albini (avocat)
15. Emmanuel Bottini (avocat)
16. Jean Trenca
17. Jean-Baptiste Abbo
18. Horace Faraldo
19. Honoré Vial
20. Honoré de Sainte-Croix Preti
21. Benoît Carenzo
22. Emmanuel Fontana
23. François Gena
24. Emmanuel Palmaro
25. Louis Tardivi
26. Léandre Bosano
27. Jules-César Faraldo
28. Joseph Clément
29. Septime Gioan
30. Henri Gastaldi
31. Joseph Otto (d'Ignace)
32. Honoré Masséna (feu Paul)
33. Jean-Baptiste Ferro
34. Marcien Gaugioso
35. Horace Preti
36. Michel Racca (vicaire)
37. Joseph Amarante
38. Antoine Faraldo (dit Cabrourant)
39. Horace Valletta
40. Maurice Aurengo
41. François Massa
42. Gabriel Abbo
43. Romulus Faraldo
44. Joseph Martin (dit Vanin)
45. Médard Jausserand
46. Honoré Fornani (abbé)
47. Honoré Carles (feu Jean)
48. Joseph d'Ambroise Otto
49. Maurice Gastaldi
50. Michel Maccari
51. Jean Barberis
52. Joseph Morin
53. Emmanuel Gismondi
54. Célestin Abbo
55. Fidel Massa
56. Pierre Augero
57. Étienne Ribaud
58. Étienne Ghiena

- Représentants de Roquebrune :

1. Louis Trenca (docteur)
2. Joseph Grana
3. Louis Mouton
4. Jean-Baptiste Otto (curé)
5. Pierre Perna
6. Jean-Baptiste Otto (feu Laurent)
7. Charles Revelli (feu Antoine)
8. Joseph Moro (d'Antoine)
9. Louis Perna
10. Jacques Otto (de Pierre)
11. Abbé Otto (vicaire)
12. Jean-Antoine Revelli

## Composition sociofamiliale
Répartition par catégorie sociale ou familiale
- Famille Trenca (31 %)
- Artisans et paysans (17,2 %)
- Prêtres (5,2 %)
- Journaliers (1,7 %)
- Autres bourgeois (44,8 %)

Malgré l'instauration d'un suffrage universel, qui s'applique à « tout habitant de Menton et de Roquebrune ou y ayant son domicile depuis dix ans, âgé de vingt-cinq ans accomplis », à l'exclusion des femmes, des enfants et des étrangers, les résultats laissent place au doute. Les partisans du prince s'abstiennent au lieu de former une opposition parlementaire. La plupart des membres de la précédente Commission provisoire sont élus. On remarque une majorité de membres — dix-huit — issus de près ou de loin de la famille Trenca. D'autres familles mentonnaises aux intérêts divers peuvent être regroupés en tant qu'autres bourgeois : on y trouve notamment les Gastaldi, assez proches des Trenca. Seul un journalier, représentant de la classe la plus pauvre, siège au Grand Conseil ; 44 sièges de 58 pour Menton sont attribués à des membres de la bourgeoisie marquant l'intérêt des plus riches à mener la révolte, et ce dès ses débuts.